# 1671
1671. је била проста година.

## Догађаји

### Јун
- 16. јун — У Москви јавно погубљен вођа устанка донских козака и сељака Стењка Разин.

## Смрти

### Фебруар
- 23. фебруар — Адам Олеаријус, немачкњи књижевник, географ и математичар

### Март
- 31. март — Ана Хајд, војвоткиња од Јорка

### Април
- 30. април — Петар Зрински, бан Хрватске

### Мај
- 16. јун — Стењка Разин, атаман донских козака